# Cristiana Chamorro
Pour les articles homonymes, voir Chamorro (homonymie).
Cristiana Chamorro Barrios, née le 5 février 1954 à Managua, est une journaliste et femme politique nicaraguayenne. Elle se déclare candidate à la présidence de la République en vue des élections générales de 2021, jusqu'à ce que le gouvernement de Daniel Ortega la disqualifie puis ordonne son arrestation début juin 2021.

## Biographie
Cristiana Chamorro est la fille du journaliste Pedro Joaquín Chamorro Cardenal et de l'ancienne présidente de la République Violeta Barrios de Chamorro. Son père, un critique du régime de Anastasio Somoza Debayle, est assassiné en 1978, élément déclencheur de la révolution qui défit le dictateur au profit du Front sandiniste de libération nationale l'année suivante. Cristiana rejoint sa mère en travaillant dans son journal, La Prensa et, à 35 ans, elle en devient la rédactrice en chef. 
Elle soutient la campagne présidentielle de sa mère en 1989, mais une fois que celle-ci a pris ses fonctions (après avoir vaincu le sandiniste sortant Daniel Ortega), le journal, historiquement un média d'opposition (s'opposant à la fois au régime de Somoza et, finalement, aux sandinistes qui avaient renversé la dictature) devient le porte-parole du gouvernement. Le lectorat diminue et, à l'hiver 1990, Violeta Chamorro décide de céder son rôle et ses parts dans le journal à sa fille. Cependant, les parents de son défunt père, qui contrôlaient 60 % du journal, sont mécontents de cette décision et essaient d'évincer Cristiana pour des raisons politiques. Son mari Antonio Lacayo est alors une figure majeure de l'administration de sa mère et maintient des relations plus amicales avec les sandinistes que l'autre côté de la famille ne le souhaiterait ; ils estiment que le journal a suivi cette tendance. En guise de compromis, Cristiana Chamorro devient présidente du conseil d'administration et l'anti-sandinistes Horacio Ruiz est promu rédacteur en chef. Leurs relations restent pourtant très tendues, au point de ne plus se parler, et le frère de Cristiana Chamorro, Pedro Joaquín Chamorro Barrios, finit rapidement par remplacer Ruiz. Cristiana Chamorro a cependant également des désaccords avec son frère, qui avait été un Contra.
Depuis 2021, Cristiana Chamorro est vice-présidente du journal, le plus important du Nicaragua. 
Elle devient par ailleurs directrice d'une fondation pour la liberté de la presse portant le nom de sa mère, la Fondation Violeta Barrios de Chamorro (VBDC). Elle occupe ce poste jusqu'en janvier 2021. En février 2021, la fondation cesse ses activités après que le gouvernement Ortega, qui est revenu au pouvoir en 2007, annonce une nouvelle loi selon laquelle tous les groupes recevant des fonds de l'extérieur du Nicaragua sont tenus de s'enregistrer comme agents étrangers. Plutôt que d'accepter ce statut, la fondation disparaît. 

### Campagne présidentielle de 2021
En 2021, Cristiana Chamorro se déclare candidate à la présidence de la République, bien qu'elle soutienne avant tout un ticket d'opposition unifiée pour défier le président sortant Daniel Ortega, qui brigue un cinquième mandat. En mai, le régime Ortega ouvre une enquête sur le travail de Cristiana Chamorro au sein de la fondation, alléguant du blanchiment d'argent. Cela menace de disqualifier sa candidature car les personnes faisant l'objet d'une enquête ne sont pas autorisées à se présenter au scrutin. Par ailleurs a lieu la révocation par le Conseil électoral suprême du Nicaragua du statut légal du Parti de la restauration démocratique (PRD), situé dans l'opposition. Le jour où Cristiana Chamorro est convoquée pour un interrogatoire, la police perquisitionne les locaux de la chaîne médiatique de son frère Carlos ; du matériel est confisqué et un cadreur est arrêté. Cristiana Chamorro annonce ensuite qu'elle va rejoindre l'élection primaire, aux côtés de sept autres candidats, pour le parti Citizens for Freedom (CxL), le seul parti d'opposition restant légalement qualifié pour présenter un candidat à l'élection présidentielle. Le gouvernement Ortega annonce cependant qu'elle est interdite de concourir et, le 2 juin, attaque sa maison et la maintient en détention alors qu'elle devait donner une conférence de presse. Le secrétaire général de l'Organisation des États américains Luis Almagro critique cette arrestation, publiant une déclaration disant : « Des actions comme celle-ci enlèvent toute crédibilité politique au gouvernement et aux organisateurs du processus électoral ».

## Vie privée
Cristiana Chamorro était mariée à Antonio Lacayo, jusqu'à sa mort dans un accident d'hélicoptère en 2015.